# Чёрный английский
Чёрный английский (англ. Black English) — термин, используемый для диалектов как английского языка, так и основанных на нём пиджин-диалектов и креольских языков. На чёрном английском говорят, как явствует из названия, некоторые чернокожие люди по всему миру. Данный термин должен употребляться очень осторожно, так как естественно, что не все чернокожие на нём говорят.

## Африка
- Западноафриканский пиджин-инглиш
- Ингш[англ.] (Кения)
- Камерунский английский
- Камерунский пиджин-инглиш[англ.]
- Крио (Гамбия, Сьерра-Леоне)
- Либерийский английский[англ.]
- Либерийский креольский[англ.]
- Малавийский английский[англ.]
- Нигерийский креольский
- Угандийский английский[англ.]
- Black South African English (South African Black English)

## Америка

### Северная Америка
На чёрном английском в Северной Америке говорит некоторая часть потомков африканских рабов. Этот язык имеет не только другую систему звуков, чем британский и американский английский, но и другую грамматику. Этот язык начали изучать в 1960-х годах. Первым исследователем был основатель социолингвистики Уильям Лабов.
- Афроамериканский английский (в основном в США)
- Бермудский английский
- Галла (Флорида, Джорджия и Южная Каролина в США)

### Страны Карибского региона
Карибский английский
- Ангильский креольский
- Багамский английский[англ.]
- Байанский креольский[англ.] (Вест-Индия, Северная Каролина)
- Винсентский креольский (Сент-Винсент и Гренадины)
- Виргинские острова[англ.]
- Восточно-карибский креольский
- Гренадский креольский[англ.]
- Каймановы острова[англ.]
- African Nova Scotian English, английский диалект переселенцев из США в Новую Шотландию[англ.]
- английский диалект переселенцев из США на п-ове Самана[англ.]
- Креольский островов Теркс и Кайкос[англ.]
- Тринидадский английский[англ.]
- Тринидадский креольский[англ.]
- Ямайский английский
- Ямайский креольский

### Центральная Америка
- Белизский креольский
- Москитовобережный креольский язык (Никарагуа, Гондурас)
- Лимонский креольский (провинция Лимон в Коста-Рике)

### Южная Америка
- Гайанский креольский
- Ндюка (Суринам, Французская Гвиана)
- Райсальский креольский (острова Сан-Андрес-и-Провиденсия Колумбии)
- Сранан-тонго (Суринам)

## Австралия и Океания

### Австралия
- Аборигенский английский
- Австралийский креольский[англ.]
- Лайт вальбири (Северная территория)
- Торресов пролив

### Океания
- Бислама (Вануату)
- Соломоновы острова
- Ток-писин (Папуа — Новая Гвинея)

## Европа
- Лондонский мультикультурный английский